# Aranca, știma lacurilor
„Aranca, știma lacurilor” este o nuvelă fantastică scrisă de Cezar Petrescu și apărută în foileton în numerele din septembrie și octombrie–noiembrie 1928 ale revistei Viața Romînească din Iași. Ea a fost publicată apoi în volumul Aranca, știma lacurilor (Ed. Socec, București, 1929), alături alte două nuvele: „Adevărata moarte a lui Guynemer” și „Fereastra”. Acest volum este inclus în ciclul „Fantasticul interior”, în care autorul descrie o lume halucinantă, investigând obsesii provenite din straturile adânci ale subconștientului.
Nuvela prezintă o aventură paranormală trăită de un bibliofil regățean la castelul grofilor Kemény din Transilvania, care avea reputația unui loc bântuit de stafii și fusese scos la licitație după ce ultimii săi proprietari muriseră fără urmași. Ultimul membru al familiei, contesa Aranka, născută din mezalianța unui grof maghiar cu fata unor țărani români, dispăruse în mod misterios cu mai mulți ani mai înainte. Narată la persoana întâi, nuvela aparține tematic literaturii gotice.
Reputații critici literari George Călinescu și Constantin Ciopraga consideră că „Adevărata moarte a lui Guynemer” și „Aranca, știma lacurilor” sunt unele dintre cele mai valoroase scrieri ale lui Cezar Petrescu, înfruntând mai sigur trecerea timpului pentru a ajunge la posteritate. În opinia unor autori, „Aranca, știma lacurilor” este capodopera literaturii fantastice a lui Cezar Petrescu și una din creațiile reprezentative ale literaturii fantastice românești. Criticul și istoricul literar Mihai Gafița a evidențiat caracterul cosmopolit al acestei nuvele, ceea ce face ca ea să poată fi receptată mai bine în mediul cultural european decât alte opere literare românești.

## Rezumat

Blazonul familiei Kemény

Într-o dimineață de august a anului 1927, doi oameni părăsesc Clujul și se îndreaptă cu un automobil către domeniul nobiliar al răposatului conte Andor Kemény, situat într-un ținut mlăștinos din Transilvania. Scopurile celor doi călători sunt diferite: avocatul Silvestru Hotăran fusese însărcinat de la Budapesta de către rudele îndepărtate ale contelui să vândă la licitație moștenirea neașteptată, pentru a evita confiscarea domeniului de către statul român, în timp ce naratorul, originar din Vechiul Regat, dorea să cumpere mai multe cărți vechi și rare din biblioteca magnatului maghiar, ce se bucura de o mare faimă pe teritoriul fostului regat al Ungariei. Contele Andor Kemény murise la 21 decembrie 1926 la un sanatoriu din Budapesta, unde trăise timp de 10 ani.
Pe drumul spre domeniul nobiliar avocatul îi prezintă tânărului bibliofil o cronologie a familiei din perioada 1860–1926, dezvăluind decăderea unei stirpe nobiliare. Familia Kemény avea o istorie îndelungată, care data de la începuturile formării Ungariei, și includea printre înaintași comandanți militari glorioși, cavaleri cruciați, sfetnici regali, diplomați, cardinali și cărturari; conții Kemény dețineau moșii vaste în Pusta Maghiară, trei castele cu turnuri semețe pe malurile Dunării și domeniul lipsit de însemnătate către care se îndreptau cei doi călători. Castelul construit acolo cu patru secole rămăsese pustiu o lungă perioadă până când contele Armin Kemény (d. 1881) se retrăsese în izolare în preajma Revoluției de la 1848, aducându-l pe fiul său Andor (1843–1926), pe atunci în vârstă de numai cinci ani. Cei doi conți aveau temperamente diferite: bătrânul Armin era pasionat de vânătoare, în timp ce tânărul Andor studia istoria familiei și științele oculte, crezându-se reîncarnarea cavalerului cruciat Ștefan Koloman Andrei Kemény, care plecase în expediție alături de Frederic Barbarossa, trecuse la mahomedanism în timpul captivității sale la Saladin, se căsătorise cu nepoata sultanului și devenise unul din comandanții oastei turcești în Cruciada a patra. Contele Andor a încercat o împrospătare a sângelui prin căsătoria cu Ana Porumbacu, fiica unui țăran român, ia rodul acestei mezalianțe a fost Aranca, o femeie frumoasă și aprigă. Contesa Ana, soția contelui Andor, se înecase în 1901 în canalul din parcul castelului, iar fiica acesteia, Aranka, dispăruse misterios în martie 1919, după ce fusese văzută plimbându-se cu barca pe lac. Castelul în care locuiseră cei doi conți avea, în prezent, reputația unui loc bântuit de stafii și de malarie. Slugile bătrâne susțineau speriate că cele două femei bântuiau periodic camerele și parcul castelului.
Ajunși la castel, cei doi călători sunt nevoiți să se despartă: avocatul este nevoit să se întoarcă la Cluj pentru a rezolva niște complicații juridice, în timp ce naratorul decide să rămână pentru a cerceta împrejurimile și biblioteca. Naratorul face în amurg o plimbare scurtă prin parcul castelului, iar atmosfera sinistră (pustietatea, smârcurile nemărginite cu miros pestilențial, ceața densă, umezeala, prezența amenințătoare a unui gușat nevolnic) îi încordează nervii. Se întoarce în cameră, bea niște pahare din vinul de Tokaj și i se pare că ochii contesei Aranka îl urmăresc hipnotic dintr-un tablou. Tulburat, deschide fereastra, se așază în pat și începe să citească, iar încăperea se umple treptat de o ceață densă și lumânarea se stinge. Naratorului i se pare că observă un veșmânt alb și ochii fosforescenți ai castelanei „aprinzându-se și stingându-se în întuneric, cum într-adevăr lucesc intermitent privirile sălbăticiunilor de noapte”; pornește în urmărirea fantomei și ajunge în smârcuri, unde leșină după ce trece prin veșmântul imaterial.
Două săptămâni mai târziu, se trezește într-un spital din Cluj, iar avocatul Silvestru Hotăran îi povestește că la câțiva pași de locul în care naratorul se prăbușise în nămol fusese găsit cadavrul în descompunere al contesei Aranka Kemény, fără a se ști dacă aceasta se înecase sau fusese ucisă. Printre motivele posibile ale crimei ar fi fost gelozia gușatului Gyula sau răzbunarea revoluționarilor lui Tivadar Vágo, împușcați de contesă. Licitația avusese loc între timp, iar jumătate din suprafața domeniului fusese achiziționată de avocat printr-un interpus, în timp ce valoroasa bibliotecă fusese cumpărată aproape gratis de un anticar evreu din Budapesta. La insistența avocatului, anticarul alesese vreo 100 de volume pentru narator: cărți de magie și de spiritism vechi de trei-patru decenii, care nu aveau niciun fel de valoare bibliofilă.

## Personaje
- naratorul — bibliofil pătimaș originar din Vechiul Regat, interesat să cumpere mai multe cărți vechi din biblioteca contelui Kemény.[7][10][22][24] Este atras într-o aventură cu substrat fantastic și ajunge să descopere trupul neînsuflețit al contesei Aranka.[22][34][37]
- Silvestru Hotăran — avocat, doctor în drept,[16] personaj practic și lipsit de imaginație.[41] A fost însărcinat printr-o procură de către rudele de la Budapesta ale contelui Andor Kemény să scoată la licitație domeniul nobiliar moștenit pe neașteptate.[22][24] Este nevoit să plece pe neașteptate, lăsându-l singur pe narator.[23] Personaj palavragiu și plin de sine, el a fost comparat de criticul Sergiu Pavel Dan cu profesorul caragialian Marius Chicoș Rostogan.[42]
- Micloș — bătrânul paznic ungur al castelului,[27] un om superstițios și înspăimântat de prezența unei fantome în castel.[7]
- soția lui Micloș — femeie bătrână care slujește la castel, alături de soțul ei[27]
- Gyula — un gușat nevolnic pripășit în preajma castelului,[10][27][28] „o monstruoasă arătare (...) cu traista de carne lucioasă, căscând ochii cârpiți, rânjind dinții galbeni într-un râs grotesc și strâmbându-se tâmp”.[27] Este fiul bătrânului paznic al castelului și fratele locotenentului Tivadar Vágo, care a însoțit-o pe contesa Aranka în câteva expediții cu barca pe lacurile domeniului.[43] Criticul Sergiu Pavel Dan îl aseamănă cu monstruosul Quasimodo din romanul Notre-Dame de Paris (1831) al lui Victor Hugo.[32]
- contesa Aranka Maria Ștefania Kemény (1897–1919) — fiica contelui Andor Kemény și a contesei Ana (născută Porumbacu), o „ființă ciudată și exaltată” (potrivit lui Al. A. Philippide).[22][41] A fost instruită într-un pension de la Cambridge și era pasionată de pescuit și vânătoare, plimbându-se adesea cu barca pe lac.[22][28] A dispărut misterios în martie 1919 în perioada revoluției sovietice conduse de Béla Kun, fiind văzută ultima oară într-o barcă pe lacul castelului.[27][23]

## Scriere și publicare

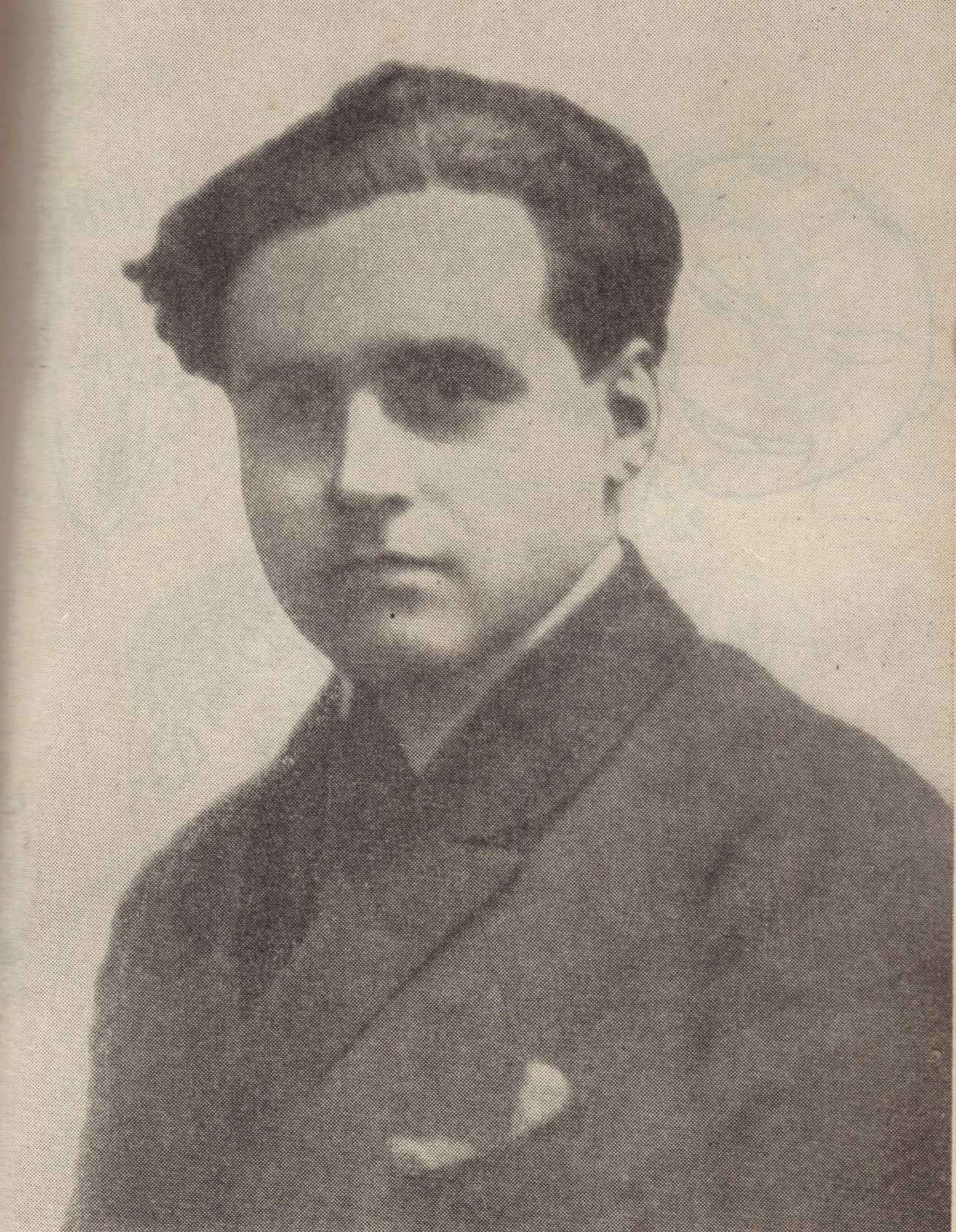
Cezar Petrescu la vârsta de 29 de ani. Aprox. 1921.

Ideea nuvelei „Aranca, știma lacurilor” datează din perioada șederii lui Cezar Petrescu în Ardeal, după încheierea Primului Război Mondial și Unirea Transilvaniei cu România. Scriitorul s-a mutat la Cluj în primăvara anului 1920 și a fondat acolo la 1 mai 1921, împreună cu un grup de prieteni (Adrian Maniu, Gib I. Mihăescu, Lucian Blaga, Radu Dragnea), revista literară-artistică-socială Gândirea, care a devenit în timp una dintre cele mai importante publicații culturale interbelice. Spre sfârșitul anului 1921 tuberculoza osoasă de care se îmbolnăvise în studenție a recidivat într-o formă mai gravă, iar, începând din februarie 1922, Cezar Petrescu a fost imobilizat la pat timp de șase luni, cu corpul pus în ghips, fără a-și întrerupe însă activitatea publicistică. Revista Gândirea a apărut la Cluj până în octombrie 1922, când și-a mutat sediul la București. În zona Clujului există mai multe castele și conace ale familiei nobiliare Kemény: la Brâncovenești (1557–1558), Cămărașu (sec. al XVIII-lea), Iara (sec. al XIX-lea), Jucu de Sus (sec. al XIX-lea) și Luncani (sec. al XVIII-lea), plus o casă în Cluj (sec. XV–XIX).
Nuvela „Aranca, știma lacurilor” a fost publicată în numerele din septembrie și octombrie–noiembrie 1928 ale revistei Viața Romînească din Iași. Cele două părți publicate în revistă aveau lungimi aproximativ egale (21, respectiv 20 de pagini); prima parte conținea textul cuprins de la începutul nuvelei până la plecarea avocatului Silvestru Hotăran de la castelul Kemény, în timp ce partea a doua conținea textul cuprins între momentul de după plecarea avocatului și finalul nuvelei. Există deosebiri minore între textul publicat în revistă și textul final al nuvelei: corecturi ortografice, formulări diferite ale unor fraze și adăugiri nesemnificative. Numele bătrânului slujitor de la castelul Kemény este schimbat din Tibor (în varianta publicată în revistă) în Micloș (în varianta publicată în volum), în timp ce unele nume maghiare au ortografia corectată în volum (Ghyla devine Gyula, Aranca devine Aranka, accentele, neglijate în prima variantă, sunt corectate ulterior etc.).
Cezar Petrescu a adunat trei nuvele ce apăruseră anterior în revistele Gândirea și Viața Romînească: „Adevărata moarte a lui Guynemer” (publicată în nr. 8–9/1928 al revistei Gândirea), „Fereastra” (publicată în nr. 2–3 și 5–6/1929 ale revistei Viața Romînească) și „Aranca, știma lacurilor” (publicată în nr. 9 și 10–11/1928 ale revistei Viața Romînească) în volumul Aranca, știma lacurilor, publicat în 1929 de Editura Socec din București.
Ulterior, opera lui Cezar Petrescu a fost reconfigurată, fiind operate transferuri între diferite volume. Volumul Omul care și-a găsit umbra (1928) a fost practic desființat după ce nuvela „Dezertarea lui Toader Mânzu” a fost inclusă ulterior în volumul Scrisorile unui răzeș (1941), nuvelele „Somnul” și „Palace” au fost introduse în „ediția definitivă” a volumului Omul din vis (1945), iar nuvela care-i dăduse titlul, „Omul care și-a găsit umbra”, a fost încorporată în „ediția definitivă” a volumului Aranca, știma lacurilor (1943) în locul nuvelei „Fereastra” care fusese adăugată în „ediția definitivă” a volumului Drumul cu plopi (1942). Astfel, „ediția definitivă” a volumului Aranca, știma lacurilor (1943) cuprindea nuvelele „Adevărata moarte a lui Guynemer”, „Omul care și-a găsit umbra” și „Aranca, știma lacurilor”.

## Analiză literară

### Înclinația scriitorului către fantastic

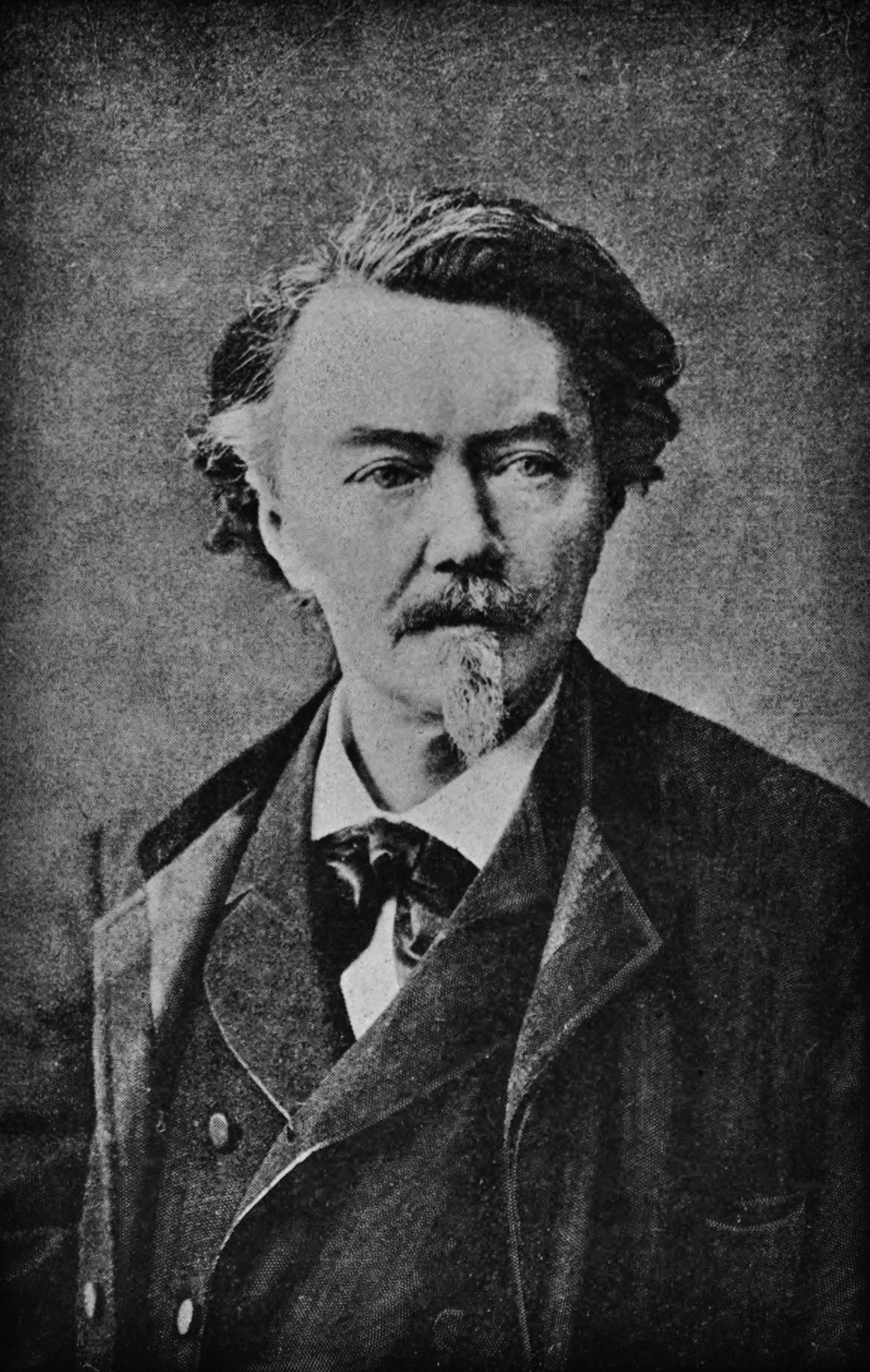
Auguste Villiers de l'Isle-Adam (1838–1889).

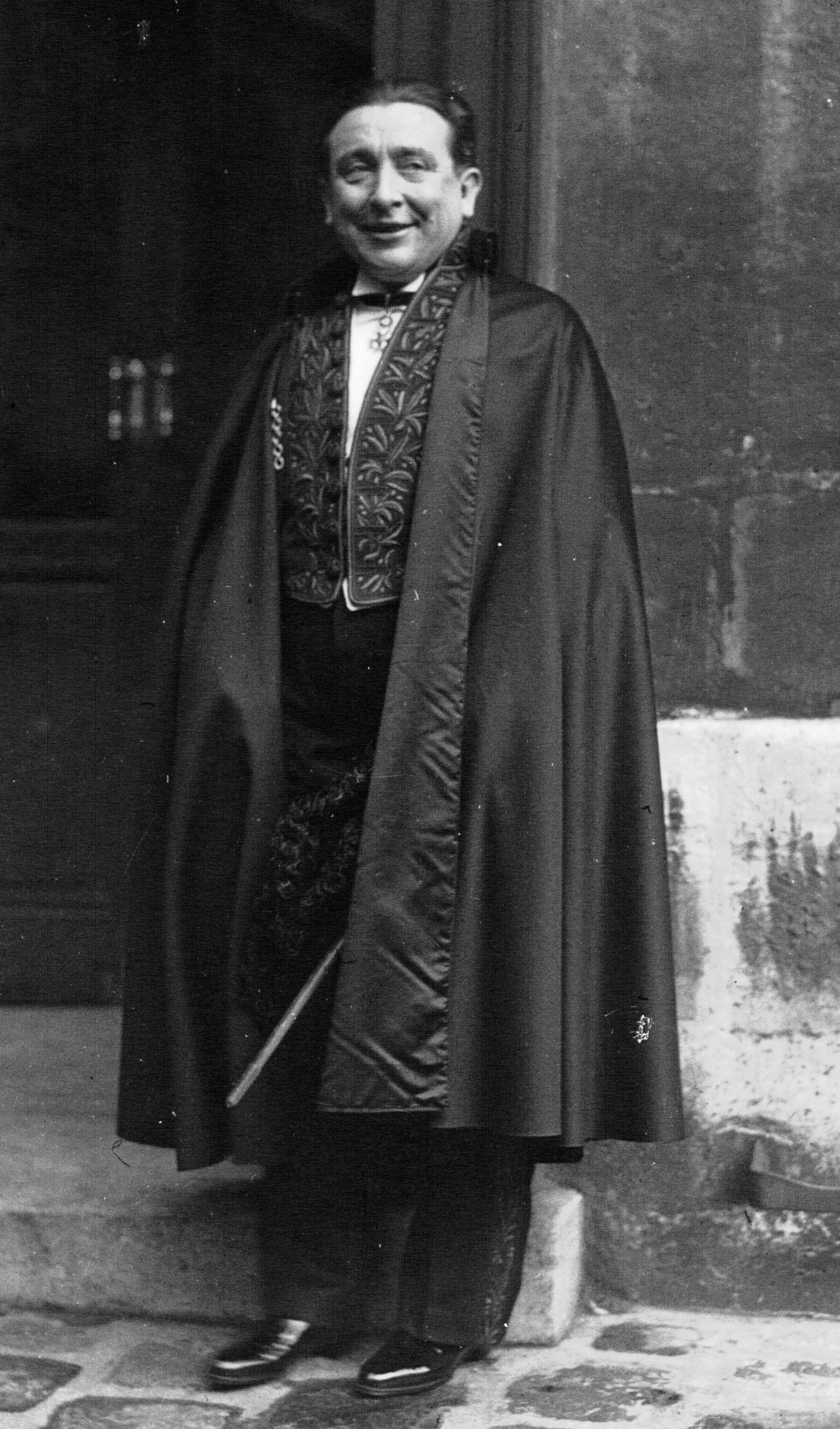
Pierre Benoit (1886–1962).

Cezar Petrescu a avut ambiția să realizeze o Cronică românească a veacului XX, proiect grandios în care s-a folosit de experiența sa de ziarist. El a observat realitatea din cele mai diverse medii și a valorificat observația ambianței umane cu talentul romancierului, zugrăvind într-un chip jurnalistic mediul social al timpului său. Criticul Alex Ștefănescu scria că „este vorba, în fond, despre o combinație de gazetărie de senzație și literatură melodramatică, scrisă cu vervă și cu o eleganță stilistică bine însușită, practicată firesc”. Scriitorul și-a grupat romanele și volumele de nuvele pe cicluri, vrând să realizeze o variantă românească a Comediei umane a lui Balzac, despre care George Călinescu afirma că nu se ridică la înălțimea intențiilor autorului, deși îi recunoștea inventivitatea epică.
În perioada 1926–1931 scriitorul a manifestat o vocație neașteptată pentru fantastic, sub influența scrierilor lui Edgar Allan Poe, Auguste Villiers de l'Isle-Adam și Pierre Benoit. Sufletul prozatorului, atras inițial de ideologia sămănătoristă, provincială și rustică, dezvolta o aspirație tipic romantică spre evaziune. Este imaginată cu voluptate o lume halucinantă în care introspecția unor spirite umane dereglate se împletește cu visul fantastic.
Fantezia prozatorului ar fi fost hrănită, potrivit criticului Constantin Ciopraga, cu lecturi despre ocultism și parapsihologie, aspect evidențiat de prezența în creațiile sale literare a fantomelor, demonilor, coșmarurilor, a practicilor magice și a tulburărilor psihopatologice. Cezar Petrescu cunoștea de bună seamă creațiile fantastice ale scriitorilor clasici.
Volumul de nuvele Aranca, știma lacurilor aparține ciclului Fantasticul interior, din care mai fac parte Omul din vis (1926), Omul care și-a găsit umbra (1928), Simfonia fantastică (1929) și Baletul mecanic (1931). Unele nuvele ale acestui ciclu analizează comportamentul dereglat al unor indivizi în urma confruntării cu întâmplări aparent banale care-i scot din realitatea fizică a existenței și-i aruncă într-o lume marcată de spaime și obsesii. Personajele acestor nuvele sunt victimele surmenajului, frustrărilor și obsesiilor și își pierd echilibrul interior, fiind împinse către sinucidere sau crimă. Elementele fantastice interferează în nuvelele lui Cezar Petrescu cu stări obsesive.
Apartenența unei scrieri la un anumit ciclu a fost contestată de unii critici, dar o mărturisire a lui Cezar Petrescu aduce o precizare importantă cu privire la modul său de abordare a literaturii: „Realist? Realist n-am fost niciodată. Nici n-am năzuit să scriu vreo carte realistă... Atunci când personagiile mele și conflictele mele s-au aflat situate pe-un teren de strictă realitate socială, am ținut seama de această realitate. Le-am încadrat în realitate, fiindcă numai așa puteau fi viabile. Dar dincolo de asemenea precizări, m-a preocupat fantasticul interior, aventura psihologică a eroilor, aspirația omenească spre o feerie absurdă, îndeobște năruită tocmai de realitate. De altfel, am credința că omul, fiind singurul animal cu imaginație, trăiește prin și pentru această imaginație”. Fantasticul interior dobândește, în această accepțiune, statutul unei viziuni globale care poate fi regăsită în întreaga operă literară a scriitorului. În scrierile ce fac parte din ciclul „Fantasticul interior” autorul explorează stări psihopatologice și obsesii provenite din straturile adânci ale subconștientului. Scriitorul și criticul literar Oliviu Crâznic considera că autorul a urmărit, prin acest ciclu, să creeze o variantă românească a conceptului „Terror of the Soul” avansat de către Edgar Allan Poe și, implicit, a „povestirilor grotești și arăbești” ale scriitorului american.

### Tema nuvelei
Nuvela „Aranca, știma lacurilor” face parte, din punct de vedere tematic, din categoria poveștilor cu stafii, asemănându-se cu „Prăbușirea Casei Usher” a lui Edgar Allan Poe, o altă narațiune relatată la persoana întâi, sau cu „Domnișoara Christina” a lui Mircea Eliade. Motivul castelului vechi bântuit de fantomele stăpânilor de odinioară este caracteristic literaturii gotice, începând de la Castelul din Otranto (1764) al lui Horace Walpole și Castelele lui Athlin și Dunbayne (1789) a lui Ann Radcliffe.
Naratorul acestei nuvele este o persoană lucidă și refractară față de „spaima superstițioasă” față de prezența supranaturalului, un „scatiu transcarpatic” rătăcit prin Ardeal și asemănător cu naratorul mediteranean din nuvela „Venus din Ille” (1835) a lui Prosper Mérimée sau cu Fănică din nuvela caragialiană „La hanul lui Mânjoală” (1898). Distanțarea naratorului față de fenomenele supranaturale se accentuează prin prezența unui al doilea povestitor: avocatul grăsun Silvestru Hotăran „din fire taciturn, grav, bănuitor” și „îndestul de sărac cu duhul” pentru a considera că stingerea neamului Kemény (pe care îl reprezintă ca avocat) nu este decât rezultatul direct al influenței frigurilor de baltă, cauzate de țânțarul anofel, agentul „febrei, insomniei și delirului”. Filtrată prin prisma celor doi povestitori reticenți la ideea prezenței supranaturalului, narațiunea este în mare parte golită de spaima tipică literaturii gotice, pătrunzând mai mult pe terenul psihanalizei.
Povestea familiei Kemény, relatată „cu măsură artistică și simț istoric” pe parcursul călătoriei celor doi către „castelul cu stafii”, dezvăluie un neam „capricios și despotic”, plin de maniaci, cu aptitudini contrastante de la o generație la alta. Astfel, în timp ce unii membri ai familiei (precum Armin Kemény și nepoata sa, Aranka) sunt stăpâniți de porniri ancestrale precum vânătoarea și pescuitul, alții (precum Andor) au un caracter introvertit și pasiuni puternice. Contele Andor trăiește claustrat între cărți oculte, crede în metempsihoză, socotindu-se spiritul reîncarnat al unui cavaler cruciat (care trecuse la mahomedanism din dragoste), și se căsătorește cu tânăra Ana Porumbacu (fiica unui țăran român din Racovița) deoarece consideră că ea posedă calități excepționale de medium. În opinia criticului Ion Rotaru, un alt motiv al încheierii acestei mezalianțe ar fi întărirea sângelui familiei nobiliare, idee întâlnită în ultimele romane ale lui Duiliu Zamfirescu și în romanul Ciuleandra (1927) al lui Liviu Rebreanu. Moartea inexplicabilă a contesei Ana, înecată în canalul din parcul castelului, și apoi dispariția stranie a fiicei sale, Aranka, plus alte două cazuri stranii (plecarea precipitată din castel a unui ofițer român aflat în drum spre Budapesta pentru a reprima revoluția sovietică a lui Béla Kun din cauza unei „întâmplări ciudate” nocturne ce l-a înfricoșat și înecarea suspectă a unui servitor tânăr tocmit cu trei ani în urmă să taie copacii bătrâni din parc) alimentează legenda bântuirii castelului de către stafiile celor două femei, relatată de slugile bătrâne ale familiei Kemény.
Sub influența ambianței gotice și a vinului de Tokaj protagonistul ia contact cu fantasticul, sub forma unei apariții fantomatice a contesei Aranka, care, provocată de naratorul sceptic, părăsește tabloul și îl conduce în mlaștinile din apropierea castelului, după care dispare, provocând leșinul naratorului. Urmărirea fantomei se petrece într-o stare de subconștiență asemănătoare transei hipnotice, făcând ca protagonistul să devină instrumentul unor forțe oculte provenite dintr-o dimensiune extrasenzorială; așa s-ar putea explica abrutizarea bruscă a naratorului care ajunge să imite urletele gușatului Gyula. În apropierea locului unde a căzut naratorul este găsit îngropat în nămol cadavrul în descompunere al contesei dispărute, ceea ce determină o explicație fantastică cu rezonanțe folclorice: spiritul moartei fără mormânt nu-și găsea odihna și pătrundea în lumea celor vii pentru a-și cere un loc de odihnă după datina creștină. Această superstiție veche stă la baza nuvelei.
Limita între real și fantastic este insesizabilă: aventura amatorului de antichități poate fi rodul unei halucinații bahice (după cum considera Al. A. Philippide) sau poate fi, dimpotrivă, efectul acțiunii unor forțe oculte (de dincolo de moarte). În opinia criticului literar Țvetan Todorov, fantasticul este definit tocmai de această ambiguitate între „o explicație naturală și una supranaturală”. Nu există nicio explicație logică a întâmplărilor stranii petrecute în castel, ceea ce-i determină pe cititori să accepte existența unei explicații supranaturale. Autorul respinge interpretarea acestei întâmplări stranii ca o halucinație, căci protagonistul găsește o scrisoare veche, neterminată, a unui ofițer român, care sugerează că fantoma a încercat și în alte ocazii să-și dezvăluie mormântul. Relatarea este dinamică, adesea volubilă și ironică, dar înzestrarea naratorului cu un temperament lucid face ca întâmplarea supranaturală prezentată în nuvelă să aibă caracterul unei aventuri accidentale.

### Atmosfera gotică
Nuvela conține numeroase motive caracteristice literaturii gotice: castelul vechi și părăginit dotat cu armuri de cavaleri medievali, smârcurile fetide din jurul castelului, înaintașul cu preocupări oculte, locuitorii stranii ai împrejurimilor (bătrânii servitori ce par „doi vrăjitori, din cei care fierb băuturi blestemate din labe de mort, piele de broască și inimă de motan negru, dezbrăcându-se la piele în miezul nopții, ca să joace dansurile lor deșănțate” și gușatul îndobitocit Gyula cu brațe lungi de gorilă), avertizarea naratorului, prin gesturi și cuvinte neînțelese, cu privire la apariția probabilă a stafiei, cazarea sa chiar în camera castelanei dispărute, tabloul ce pare a se însufleți, apariția fantomei etc. Abundența de motive gotice care se concurează între ele creează impresia de literatură barocă.
Unele motive sunt inspirate din opere celebre ale literaturii universale, precum fascinația exercitată de persoana reprezentată într-un portret, motiv inspirat din romanul gotic Portretul lui Dorian Gray (1891) al lui Oscar Wilde. Ochii verzi ai Arankăi, din portret, „nu sunt într-adevăr verzi, ci aurii și negri și viorii în același timp, schimbători, profunzi, și hipnotici cum sunt ochii de leopard”, concentrând întreg „fluidul vieții”. Fără îndoială, decorul izolat și apăsător predispune la halucinații; există un precedent în acest sens reprezentat de accesele de delir și de febră ale lui Andor Kemény, care vor culmina cu căderea personajului în nebunie.
Un rol important în crearea unei atmosfere de coșmar îl are spațiul natural cu origini ancestrale. Principalul mod de expunere folosit este descrierea ce potențează efectul narativ, făcând ca mediul ambiant să nu fie doar un element de decor, ci să participe efectiv la acțiune și să imprime locului un suflet. Atmosfera dezolantă și chiar respingătoare („smârcurile înmiasmate”, oglinzile de apă „băloasă”, petele de „mătreață buboasă”, arborii putreziți prăbușiți în apa neagră, o barcă aproape scufundată, vietăți acvatice ce mișună nevăzut) creează întuneric, penumbră și umezeală, inducând o stare vagă de neliniște și pătrunzând până în straturile adânci ale inconștientului. Spre exemplu, parcul inundat de ape al castelului, văzut de sus, oferă imaginea unei peisaj halucinant și mort: „era doar prelungirea smârcurilor nemărginite pe unde-am venit, cu aceleași ochiuri de apă stătută, cu același humus negru și veninos, umflat de toată fecunditatea putreziciunilor. Copaci de câteva ori seculari înălțau cioturi scrofuloase, brațe ciunge, crăci așchiate. Iar cei căzuți de-a curmezișul potecilor năvălite de apă, arcuind punți scorburoase și diforme, măreau dezordinea și desăvârșita paragină. Unii erau surpați numai pe jumătate. Se rezemaseră în prăbușire de crengile celorlalți. Era în plin august și aproape toți nu mai purtau frunze: negri și morți, devastau peisajul”. Omul care trăiește în această „sălbăticie lacustră” suferă o degradare a condiției sale, involuând către bestialitate ca în cunoscuta pictură Purtarea Crucii atribuită lui Hieronymus Bosch.

### Elemente romantice
Călătoria naratorului la castelul contelui Kemény are o pronunțată latură romantică, oferind materie literară pentru evadarea în vis: personajul este atras de „biblioteca acestui magnat maghiar, latinist, erudit și despotic, [care] se bucura după toate spusele, de-o faimă veche în toată fosta Ungarie”. Spre deosebire de tovarășul său de drum, avocatul Silvestru Hotăran, dotat cu un spirit practic, naratorul visează să pipăie paginile cărților veci de câteva veacuri, să răsfoiască paginile îngălbenite și să constate autenticitatea manuscriselor. Vizitatorul descoperă în bibliotecă printre numeroasele cărți de ocultism câteva rarități bibliofile: o carte din 1509 a lui Plutarh cu semnătura olografă a lui François Rabelais, Principele lui Niccolò Machiavelli cu adnotații de mână ale autorului, o Biblie din secolul al XVI-lea, un exemplar din Introduction à la vie dévote (Introducere în viața smerită, 1608) cu o scrisoare autografă a Sfântului Francisc de Sales. Tema fascinației exercitate de o bibliotecă imensă a fost dezvoltată ulterior de scriitorul francez Michel Butor în scrierea sa modernistă Portrait de l'artiste en jeune singe (1967); cele două opere literare diferă însă prin mijloacele artistice folosite și prin conștiința estetică a autorilor.

## Aprecieri critice

### Considerații generale
Criticul Dumitru Micu considera că nuvelele din volumele Omul din vis (1926), Omul care și-a găsit umbra (1928) și Aranca, știma lacurilor (1929) fac notă aparte în cadrul Cronicii românești a veacului XX și reprezintă partea cea mai durabilă a operei lui Cezar Petrescu. Aranca, știma lacurilor este, în opinia criticului Al. Piru, singurul volum de proză scurtă care a fost păstrat în atenția cititorilor datorită evocării poetice a unor întâmplări cu substrat fantastic, iar nuvelele care-l compun vor rezista trecerii timpului.
Spre deosebire de scrierile fantastice ale unor autori faimoși ca E.T.A. Hoffmann, Théophile Gautier, Auguste Villiers de l'Isle-Adam, Barbey d'Aurevilly, Edgar Allan Poe, Guy de Maupassant și Gérard de Nerval în care întâmplările miraculoase, supranaturale și magice dețin un rol important, proza fantastică a lui Cezar Petrescu se sprijină pe prezența unor obsesii cu rezonanțe folclorice care rup echilibrul dintre experiența colectivă și cea individuală. În opinia criticului Constantin Ciopraga, prozele de dimensiuni mai restrânse ale lui Cezar Petrescu precum „Omul din vis”, „Aranca, știma lacurilor”, „Omul care și-a găsit umbra” și „Adevărata moarte a lui Guynemer” (și nu romanele Simfonia fantastică sau Baletul mecanic) sunt cele care ilustrează formula improprie de „fantastic interior” prin relatarea unor experiențe stranii la persoana întâi sau de către martori.
Viziunea realistă a lui Cezar Petrescu face ca incursiunile în fantastic să fie inspirate profund din realitate și să nu aibă acel caracter arbitrar, întâlnit deseori în operele literare ce aparțin acestui gen. Limita între verosimil și neverosimil tinde să se estompeze, iar întâmplările relatate au un caracter echivoc. „Privit mai atent, fantasticul lui Cezar Petrescu vrea să spună că irealul e o excrescență neașteptată a realului, lunecare lentă în superstițios și oniric, de unde succesiunea de forme combinatorii frizând o iraționalitate frapantă sau discretă”, susținea criticul Constantin Ciopraga. În această optică, intruziunea fantasticului în real se produce atât de natural, încât cauzează situații derutante și neverosimile. Plonjând în fantastic, afirma criticul Mircea Zaciu, Cezar Petrescu sondează procesul alienării, care stă la baza cronicii sale epice.

### Calitățile și defectele nuvelei

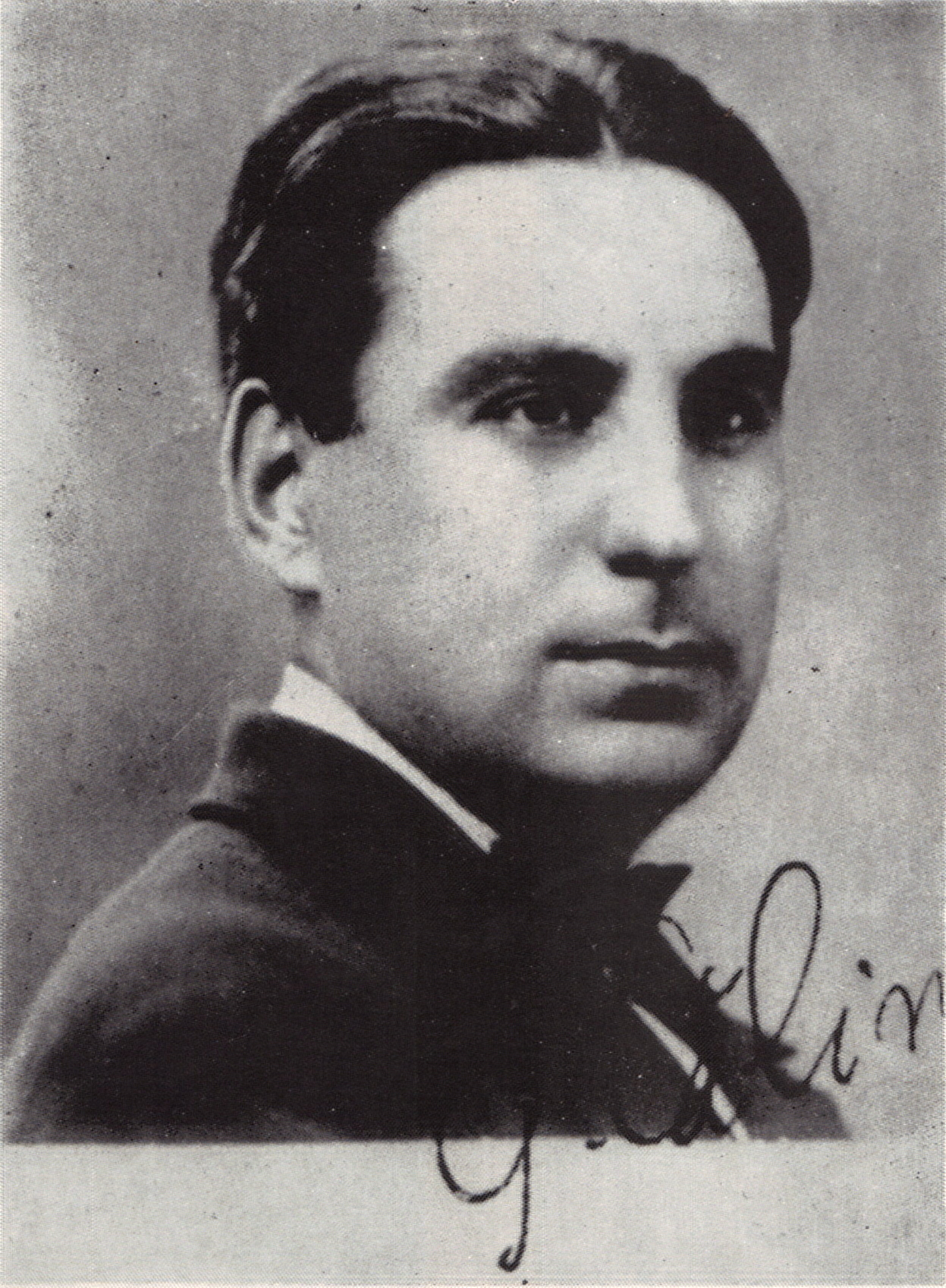
Criticul George Călinescu o considera o nuvelă remarcabilă printr-un „fantastic sinistru”.

Evoluția prozei fantastice a lui Cezar Petrescu este vizibilă de la un volum la altul, considera criticul Pompiliu Constantinescu care afirma că cele trei nuvele incluse în volumul Aranca, știma lacurilor nu mai au stângăcia povestirilor mai vechi din ciclul „Fantasticul interior”. În opinia criticului sus-menționat nu mai există o confuzie între planul real și planul fantastic-subconștient, chiar dacă se manifestă o continuare o impresie de juxtapunere a lor. „Adevărata moarte a lui Guynemer” și „Aranca, știma lacurilor” sunt, în opinia criticilor Ion Bălu și Ion Maxim, creațiile reprezentative ale ciclului „Fantasticul interior”.
Nuvela „Aranca, știma lacurilor” a avut parte de recenzii critice elogioase, care au lăudat realizarea artistică și exotismul pitoresc. Criticul Perpessicius recunoștea valoarea literară a acestei nuvele, apreciind-o într-un articol publicat la 21 august 1932 în ziarul Cuvântul (reprodus în Mențiuni critice, vol. IV, Fundația pentru literatură și artă, București, 1938, pp. 441–450) drept o povestire romantică, „una din cele mai izbutite din lungile nuvele ale d-lui Cezar Petrescu”. Profesorul George Călinescu, care îl cataloga pe Cezar Petrescu drept „un manufacturier modest, cu meritele sale într-o literatură încă restrânsă”, scria că doar două nuvele ale lui Cezar Petrescu se ridică la un nivel artistic: „Adevărata moarte a lui Guynemer” și „Aranca, știma lacurilor”; prima era considerată „un fel de Atlantidă”, remarcabilă prin „exoticul stâncos și anonim”, în timp ce a doua era un „mic Königsmark”, remarcabilă printr-un „fantastic sinistru”. Comparațiile lui Călinescu se referă la romanele de aventuri Koenigsmark (1918) și Atlantida (1919) ale scriitorului francez Pierre Benoit (1886–1962). „Aranca, știma lacurilor” și Koenigsmark au în comun tema misterului care rămâne nedezlegat. Analizând această nuvelă, criticul Ion Bălu considera că „Aranca, știma lacurilor” are o narațiune „scăldată într-un imaginar de înaltă calitate” și rămâne indiscutabil capodopera literaturii fantastice a lui Cezar Petrescu. Criticul Ion Maxim a evidențiat construcția echilibrată a nuvelei, trecerea graduală de la realitate la fantastic și coloritul exotic al mediului provincial transilvănean, în ciuda excesului de senzaționalism și a didacticismului narativ.
Alte recenzii critice, deși favorabile, au evidențiat unele deficiențe în construcția literară. Astfel, Pompiliu Constantinescu afirma că nuvela începe greoi, cu observații monotone, pentru ca autorul să se piardă apoi „în descrieri foioase, în amănunte plate, înăbușind analiza psihologică în nefolositoare ocoluri”, concluzionând că textul literar este prolix. De asemenea, deși afirma că „descrierea mediului infernal, mlăștinos, e făcută cu simț al coloarei”, profesorul Călinescu constata nemulțumit că dezvăluirea tainei contesei Aranka, care ar fi necesitat o desfășurare epică mai întinsă, are loc brusc și prea devreme.
Interesul față de această nuvelă a sporit odată cu trecerea timpului, iar la începutul secolului al XXI-lea prozatorul Oliviu Crâznic enumera „Aranca, știma lacurilor”, alături de „Îmbrățișarea mortului” de Alexandru A. Philippide și „În pădurea Cotoșmanei” de Gala Galaction, printre „reușitele absolute” ale literaturii gotice românești, considerându-le „capodopere a căror introducere în programa școlară ar putea să (re)aprindă interesul tinerilor pentru lectură în general și pentru literatura română în special”.

## Traduceri
Nuvela „Aranca, știma lacurilor” a fost tradusă în câteva limbi străine:
- italiană („Aranca, il fantasma dei laghi”, în vol. La vera morte di Guynemer, Novissima Editrice, Perugia–Venezia–Firenze, 1931; traducere de Cesare Ruberti și Lilio Cialdea, prefațată de E. Padrini;[77][117][118][119][120][121] reeditată în 1965 prin grija lui Cesare Ruberti în vol. Aranca, il fantasma dei laghi, publicat de Edizioni Paoline din Bari),[122][123][124][125]
- franceză („Aranca, la fée des lacs”, în vol. Aranca, știma lacurilor. Aranca, la fée des lacs, Collection des deux textes, editura Payot, Paris, 1932; traducere de Sarina Cassvan),[77][117][125]
- germană („Aranka”, în antologia de proză românească Rumänien erzählt, Fischer Bücherei, Frankfurt pe Main–Hamburg, 1967; traducere de Edith Silbermann-Horowitz),[126][127]
- rusă („Aranka, duh ozer”, în broșura Аранка, дух озер, seria Библитечка Румыния, nr. 6, București, 1975)[125] și
- engleză („The Pixie of the Marshes”, în antologia Romanian fantastic tales, Editura Minerva, București, 1981; traducere de Ana Cartianu).[128]

Autorul nu a fost mulțumit de traducerea nuvelei în limba franceză, scriindu-i lui Mircea Eliade într-o scrisoare din 14 decembrie 1936 că „încredere nu pot avea în asemenea traducători de ocazie care se poate întâmpla să nu cunoască bine nici limba în care traduc, nici cea din care traduc, cum mi-a omorât mie Aranca știma lacurilor, D-na Sarina Cassvan, într-o colecție franceză cu mare prestigiu de la Payot”. Criticul Perpessicius susținea că ediția bilingă româno-franceză publicată de editura Payot în traducerea Sarinei Cassvan necesita „o corectură mai atentă a textului românesc”, explicarea unor ardelenisme și includerea unei notițe bio-bibliografice. Traducerea Sarinei Cassvan a fost citită de istoricul de artă Henri Focillon, care i-a trimis traducătoarei o scrisoare de mulțumire, aflată în prezent în arhiva Facultății de Litere și Filozofie din București.
În rapoartele periodice întocmite de Mircea Eliade în calitate de secretar de presă al Legației României de la Lisabona sunt menționate o serie de tentative de promovare a culturii române în Spania și Portugalia, printre care se află și publicarea traducerilor unor scrieri românești precum Ion, Pădurea spânzuraților, Europolis și „Aranca, știma lacurilor”.